# Labuništa (kommun)
Labuništa (makedonska: Лабуништа, albanska: Labunishtë eller Llabunisht) var en kommun (opština) i Nordmakedonien. Den låg i det som nu är kommunen Struga, i den västra delen av landet, 110 kilometer sydväst om huvudstaden Skopje.